# Bamse og Dukke Lise
Bamse og Dukke Lise var en dansk tegneserie om en legetøjsbamse og en dukke som blev trykt i Familie Journalen fra 1935 til 1985. 
Tegneserien var oprindelig  engelsk og tegnedes af Vera Boywer for børnebladet Tiny Tots, men var for kort for Familie Journalen. De fik tegneren Harry Nielsen til at tegne flere billeder og i 1941 overtog han og forfatteren Elisabeth Greve hele serien. Harry Nielsen tegnede serien til i 1980erne og de sidste par år blev den tegnet af Hans Georg Humble.
Serien handler om Bamse og Dukke Lises farefulde oplevelser blandet med elementer fra H.C. Andersen, Alice i Eventyrland og Peter Plys. Den blev lanceret i Familie Journalens svenske søsterblad under navnet Nalle och Lisa i 1941.
I 1942 udkom blandt andet påklædningsdukker, postkort og træfigurer på baggrund af tegneserien. Den blev udsendt i hæfter frem til 1958, hvorefter den kun blev trykt i Familie Journalen.
I januar 1945 blev Aller Medias hovedsæde og papirfabrik i Valby sprængt i luften af Schalburgkorpset, og det meste af originalmaterialet til tegneserien gik tabt. 
I 2020 udkom bogen Bamse og Dukke Lise (ISBN 978-87-91419-76-8) på forlaget Fabel med restaurerede tegneserier og små historier om de små figurer.